# Wietzer Berg
Der Wietzer Berg ist ein 102 m über NHN hoher Berg im Landkreis Celle. Er liegt südwestlich von Müden (Örtze) und ist ein beliebtes Ausflugsziel in der sonst überwiegend flachen Landschaft im Naturpark Südheide. Der Heidschnuckenweg führt, von Wietzendorf kommend über den Wietzer Berg weiter nach Müden. In Sichtweite (Luftlinie sieben Kilometer) liegt östlich der Haußelberg (118 m über NHN), auf dem 1820 der Mathematiker Gauß im Auftrag des damaligen Königs Georg IV. die Vermessung des Königreichs Hannover vornahm.
In Gipfelnähe steht auf einer Heidefläche der Lönsstein, ein Denkmal das an den Heidedichter Hermann Löns erinnert. Am Fuße des Berges befinden sich fünf Grabhügel. Sie stammen vermutlich aus der späten Jungsteinzeit (etwa 2000 v. Chr.). Sie wurden von hier ansässigen Bauernfamilien errichtet. Die Toten wurden in ihrer Tracht, sowie mit Beigaben von Streitäxten und verzierten Bechern oder ähnlichem bestattet.
Das Müdener Wappen wird von dem Lönsstein auf dem Wietzer Berg geprägt.

Wietzer Berg
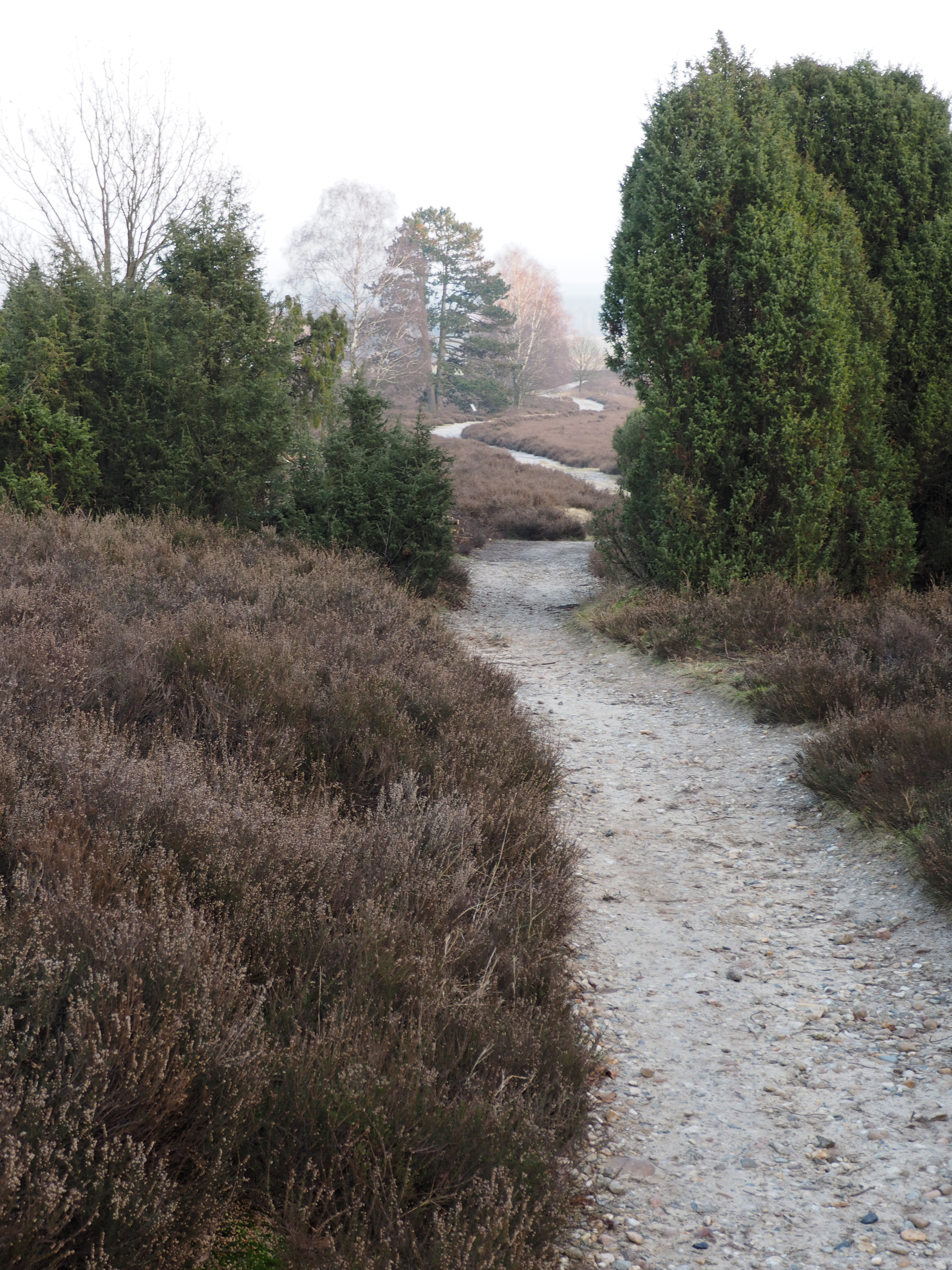
Der Heidschnuckenweg verläuft über den Wietzer Berg
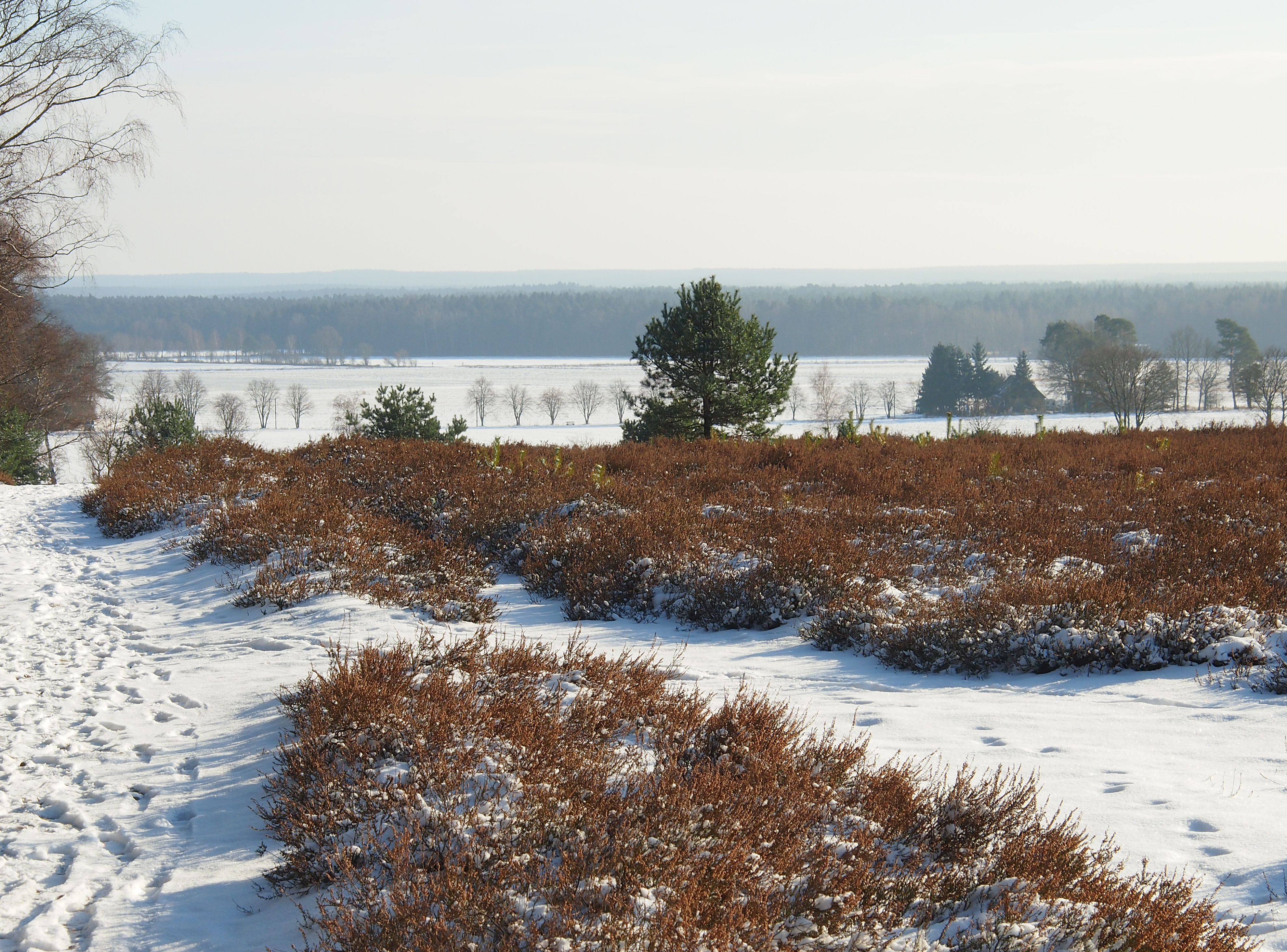
Blick vom Wietzer Berg Richtung Haußelberg
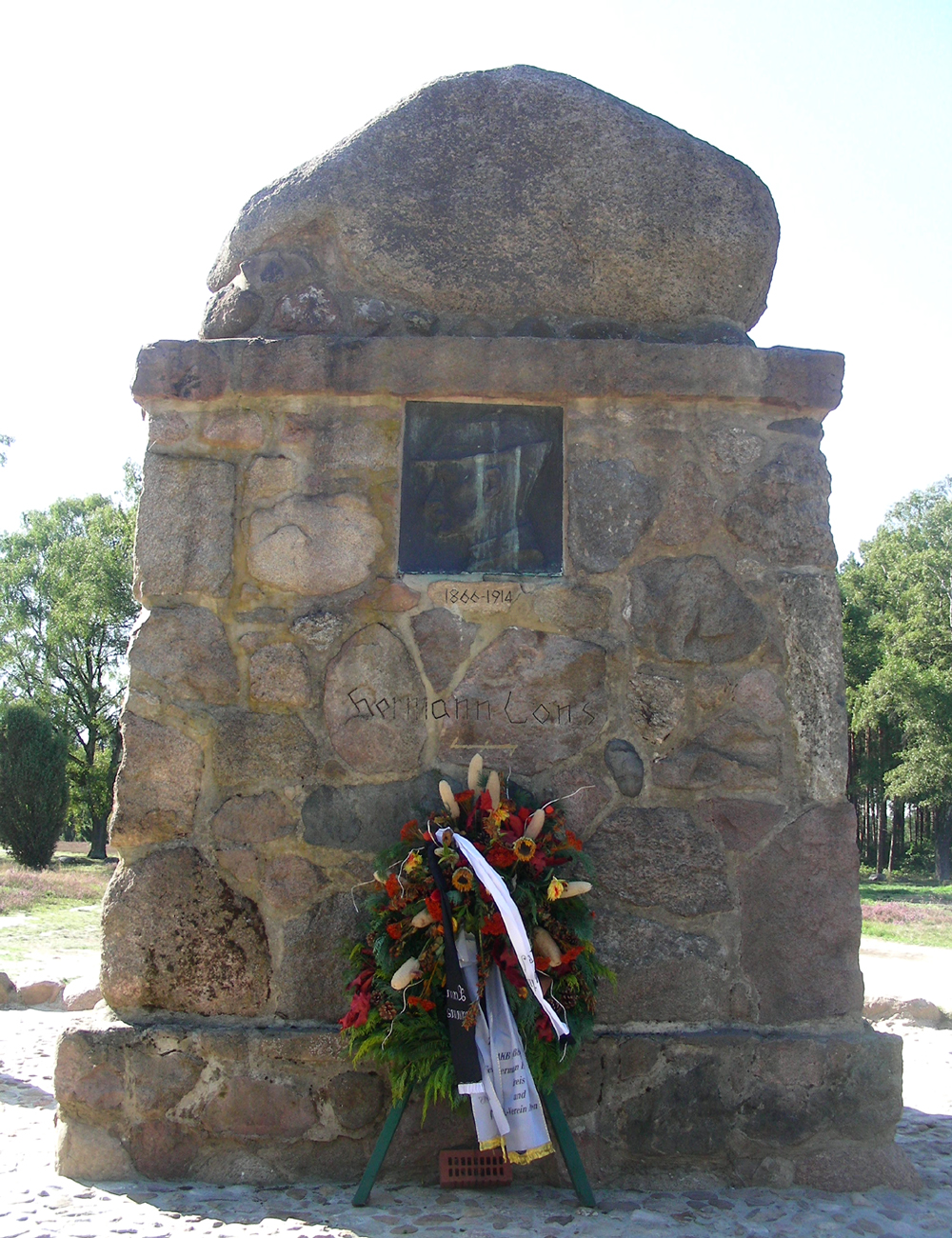
Der Lönsstein von 1921 auf dem Wietzer Berg
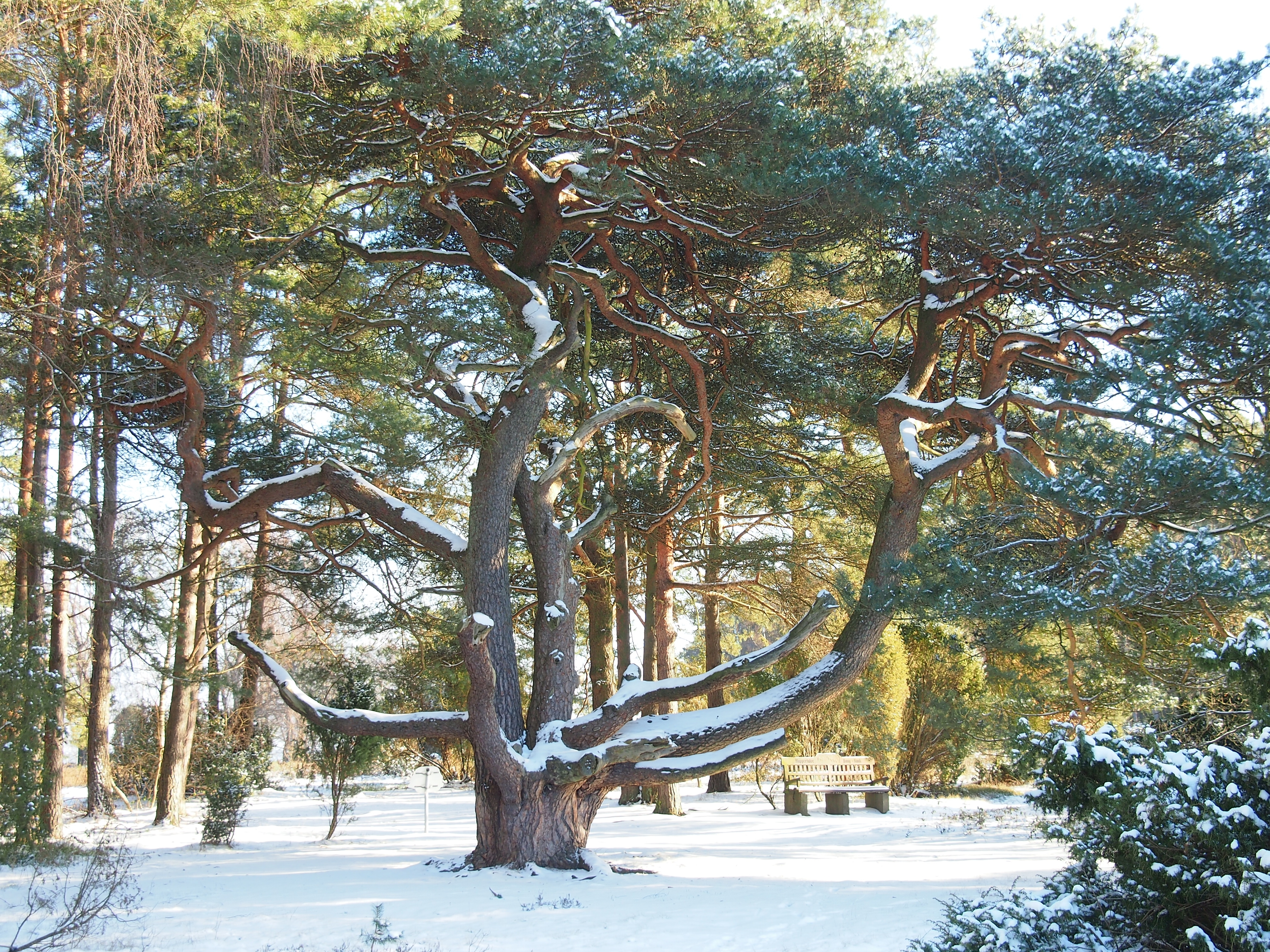
Schirmföhre auf dem Gipfel
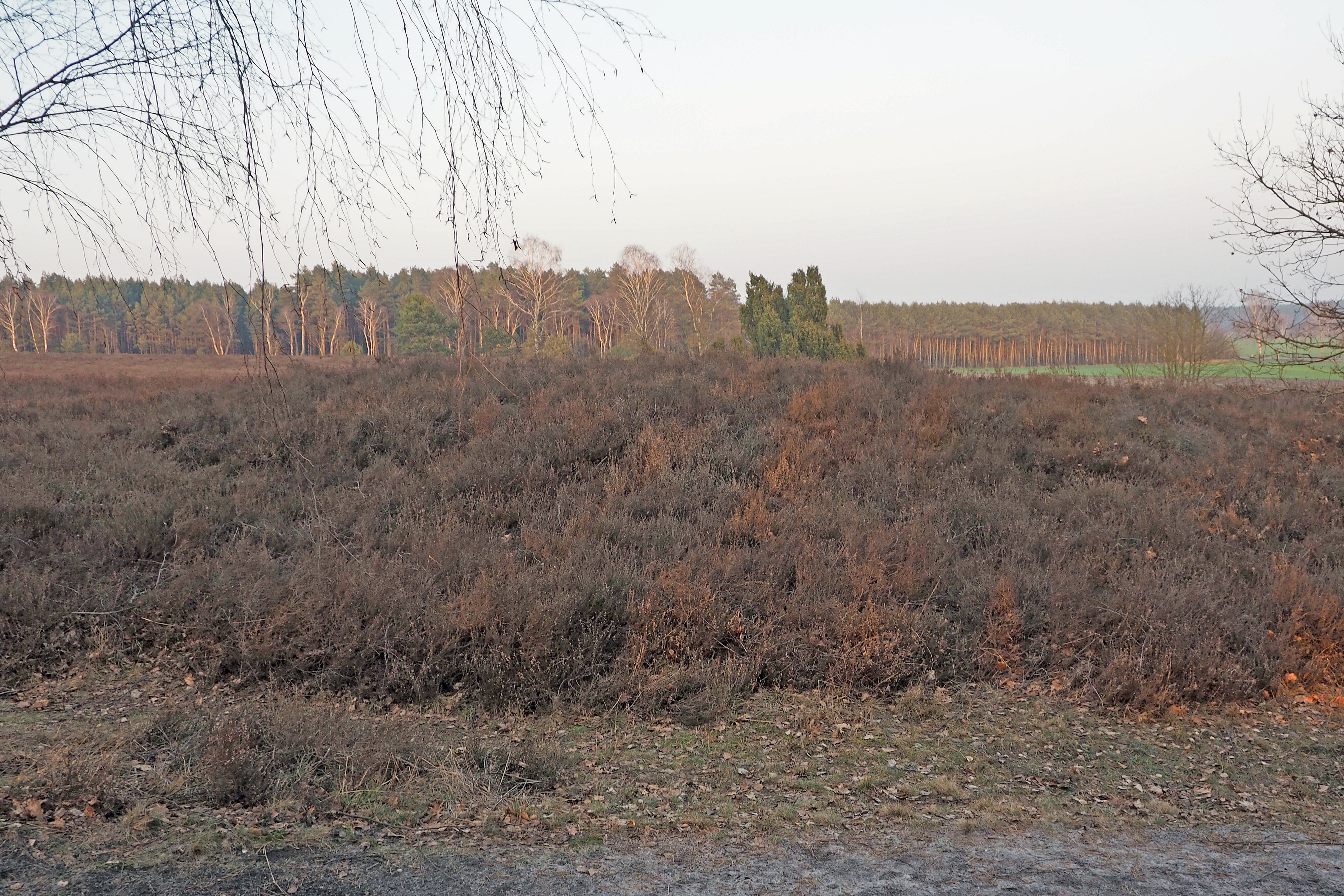
Ein Hügelgrab am Fuße des Berges